# Gestion des minorités en Chine
La gestion des minorités en Chine s'effectue principalement — et depuis toujours — selon les quatre axes que sont l'assimilation biologique, l'assimilation culturelle, la sécurisation des limes de l'Empire, et l'exploitation des ressources qui s'y trouvent.

## Motivation géopolitique
Les objectifs de stabilisations de frontières se font plus pesant depuis l'ouverture douloureuse sur le monde exterieur. Les principales menaces étant l'URSS, puis la Russie actuelle, ainsi que l'Inde. On peut notamment noter la crise sino-indienne de 1954 et la crise sino-soviétique de 1969.